# Holy Emy
Pour plus de détails, voir Fiche technique et Distribution.
Holy Emy (Αγία Έμυ, Agía Émy) est un film grec réalisé par Araceli Lemos, sorti en 2021.

## Synopsis
Emy et Teresa, deux jeunes Philippines, vivent seules à Athènes au sein de la communauté catholique philippine depuis que leur mère a été contrainte de rentrer au pays. Teresa tombe enceinte et Emy s'interroge sur d'étranges saignements dont elle est victime. Elle semble ensuite développer un pouvoir de guérison, comme sa mère.

## Fiche technique
- Titre : Holy Emy
- Titre original : Αγία Έμυ (Agía Émy)
- Réalisation : Araceli Lemos
- Scénario : Araceli Lemos et Giulia Caruso
- Musique : Oiseaux-Tempête
- Photographie : Kim Ki-jin
- Montage : Araceli Lemos et Raphaëlle Martin-Holger
- Production : Mathieu Bompoint, Giulia Caruso, Kim Ki-jin et Konstantinos Vassilaros
- Société de production : StudioBauhaus, Utopie Films, Nonetheless Productions, Ekome, Ginedo Films, Hellenic Radio & Television
- Société de distribution : Utopie Films (France)
- Pays :  Grèce,  France et  États-Unis
- Genre : Drame et fantastique
- Durée : 111 minutes
- Dates de sortie : 
  - Suisse : 6 août 2021 (Festival international du film de Locarno)
  - Grèce : 7 avril 2022
  - France : 23 novembre 2022

## Distribution
- Abigael Loma : Emy
- Hasmine Killip : Teresa
- Eirini Inglesi : Mme. Christina
- Angeli Bayani : Linda
- Ku Aquino : Luis
- Mihalis Siriopoulos : Argyris
- Julio Katsis : Akis
- Elsa Lekakou : Ismini

## Distinctions
Le film a reçu quinze nominations aux Prix du cinéma hellénique et a reçu celui du meilleur réalisateur et celui de meilleur second rôle féminin pour Hasmine Killip.